# Laugafell (kulle)
Laugafell är en kulle i republiken Island. Den ligger i regionen Norðurland eystra, 270 km nordost om huvudstaden Reykjavík. Toppen på Laugafell är 379 meter över havet, eller 65 meter över den omgivande terrängen. Bredden vid basen är 1,2 km.
Trakten runt Laugafell är nära nog obefolkad, med mindre än två invånare per kvadratkilometer. Närmaste större samhälle är Laugar, omkring 16 kilometer norr om Laugafell. Trakten runt Laugafell består i huvudsak av gräsmarker.